# Castillo de Llordá
El castillo de Llordá está situado en el municipio de Isona y Conca Dellá, en la comarca catalana del Pallars Jussá y formaba parte del antiguo término de Isona. Está situado a un kilómetro al noreste del pueblo de Llordà, y a en la misma loma donde se encuentra el pueblo, pero más elevado.
El lugar es estratégicamente muy adecuado para un castillo medieval, como se puede comprobar desde casi cualquier punto de la comarca: el castillo de Llordà está siempre presente en el paisaje.
Sin embargo, los años de abandono hicieron que todo el espacio del castillo fuera ocultado por un bosque de encinas, además de ser su conjunto un montón de ruinas. Esto dificultaba enormemente la visita y, aún más, el estudio. Los últimos veinte años se ha oganizado primero la limpieza del espacio del castillo, y tras su excavación y reconstrucción, hasta llegar al momento actual, en que vuelve a ser visitable.

## Historia
Fue construido entre el siglo IX y el XII y se convirtió en la residencia de Arnal Mir de Tost, mano derecha del Conde Urgel, encargado de la conquista del Pallars Jussá, de su repoblación y de su posterior dominio. Se tienen noticias ya desde el 961, como lugar, pero hasta el 1033 no hay constancia cierta y fiable del castillo.
La importancia de este castillo a lo largo de los siglos es constante. Fue dado por los condes de Urgel Ermengol II de Urgel y su mujer Constanza a Arnal Mir de Tost y su mujer, Arsenda, a cambio de 2.000 sueldos. Arnal Mir de Tost fue el encargado de la conquista y repoblación del Pallars Jussá a los sarracenos, y estableció el centro neurálgico de sus dominios. Lo usaba como residencia, y por eso una parte del castillo que se ha conservado es el palacio señorial.

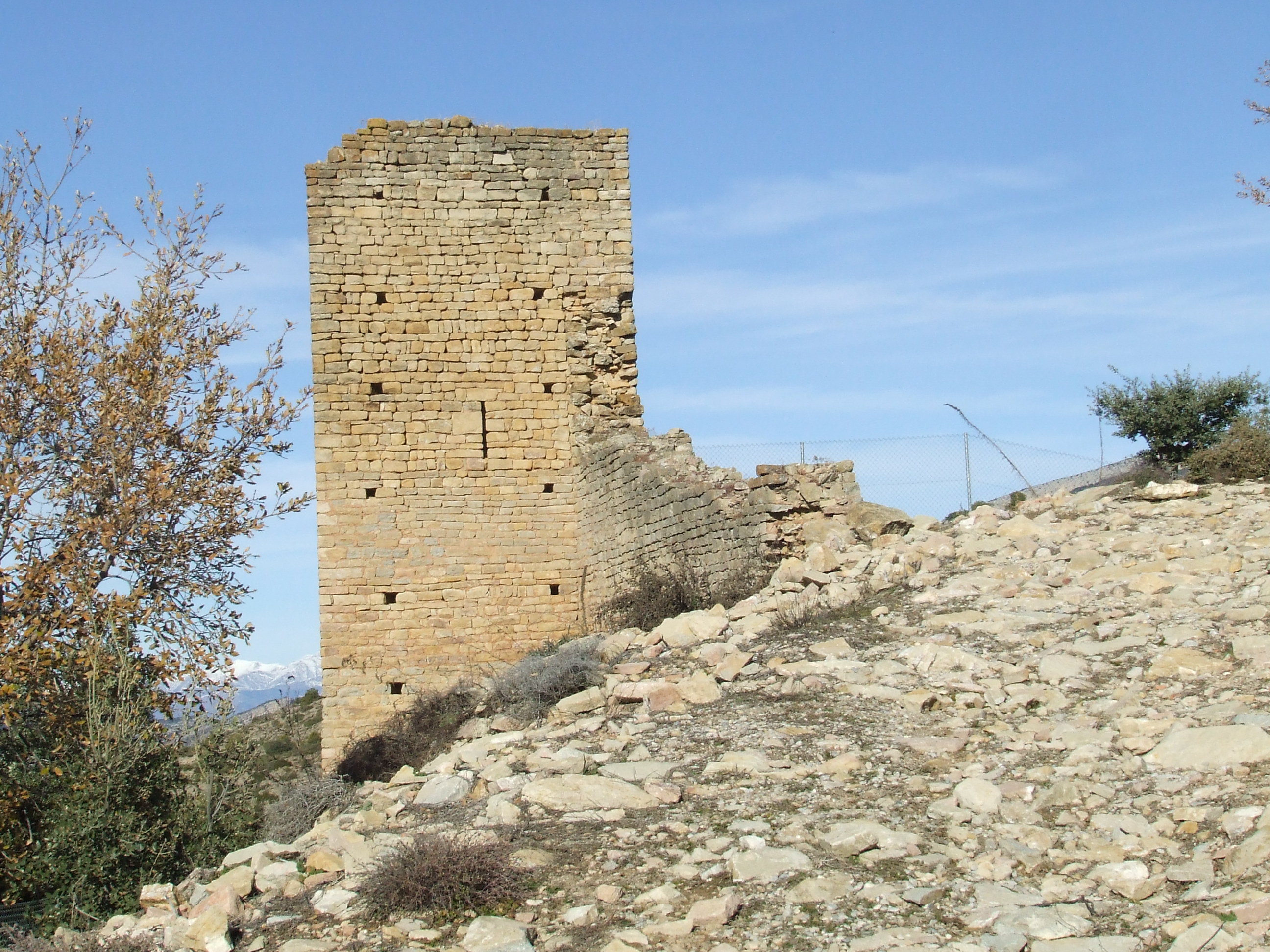
Torre del castillo del segundo recinto.

Arnal Mir de Tost lo hizo edificar como un castillo capaz de hospedar una guarnición importante, así como una población civil, en parte dependiente y ligada con la militar, con sus dependencias para el ganado. De este hecho proviene de que aún hoy día los restos del castillo de Llordà sean imponentes y extensas. Debido a su función y a sus características, se diferencia de los castillos del siglo XI, y se parece más a las fortificaciones hechas en fechas posteriores.
El castillo de Llordá pasó, por testamento, a la hija de Arnal Mir de Tost, la condesa Valença, esposa de Ramon V de Pallars Jussá. En los años sucesivos, varios conflictos jurisdiccionales (el más importante, con el abad de Ager) hicieron que pasara el señorío de Llordá al obispo de Urgel. En 1093, el obispo Guillem Arnau de Montferrer legó en testamento el castillo a su hermano Pedro Arnau. En 1128 consta como señor de Llordá Bernat de Alp, y en 1201 era empeñado por el conde de Urgel, Ermengol, al vizconde Guerau de Cabrera, pero pronto volvió a manos de la iglesia, y el capítulo de canónigos de La Seo de Urgel mantuvo la posesión hasta principios del siglo XIX.

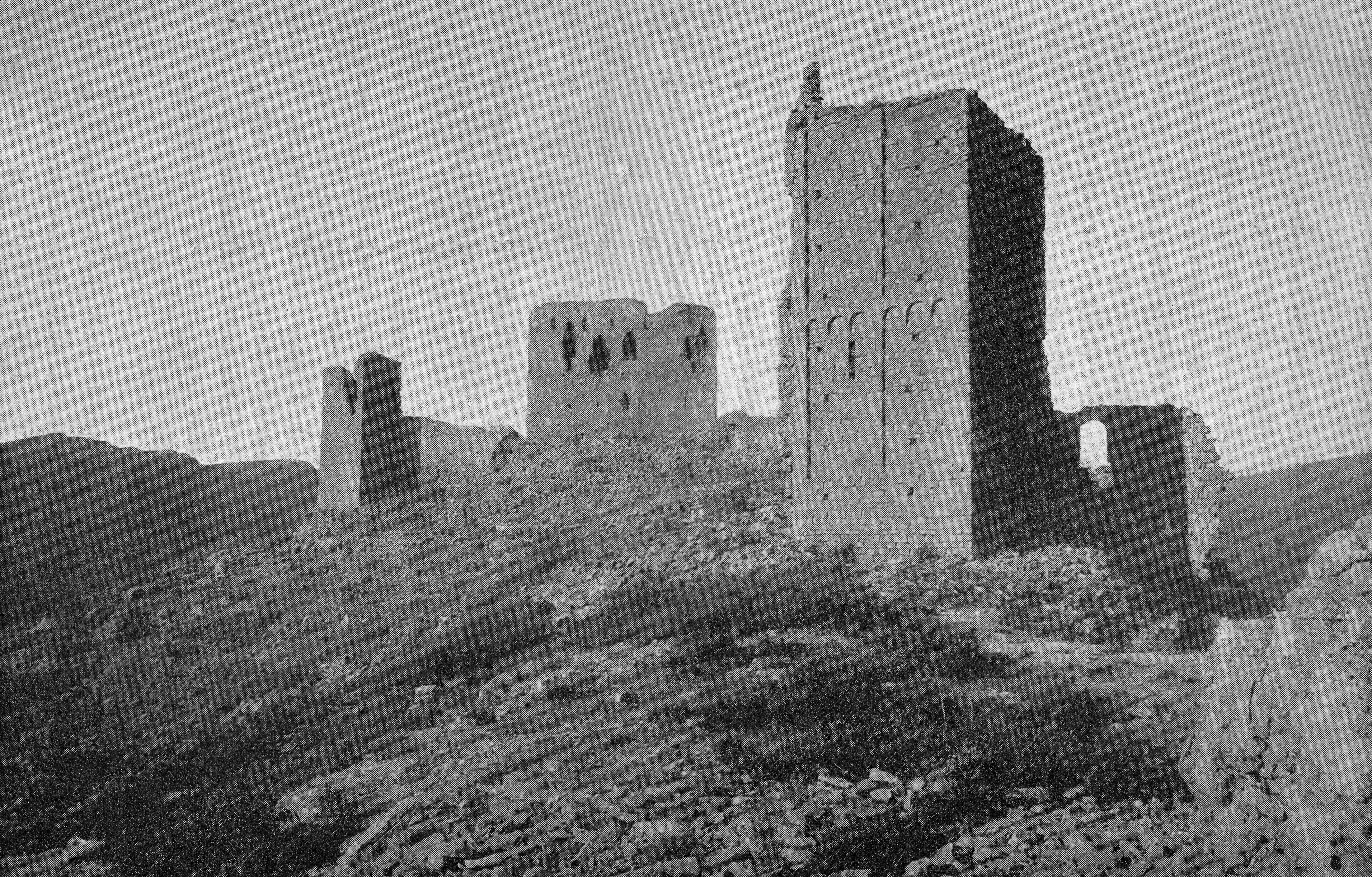
Vista del castillo en una fotografía tomada hacia comienzos del

Fue abandonado del todo a raíz de las desamortizaciones del siglo XIX, y a lo largo de los últimos doscientos años fue decayendo hasta convertirse en un esqueleto de castillo, que, sin embargo, era visible y punto de referencia desde buena parte de la comarca. Había sido declarado monumento histórico artístico en 1980, pero hasta 1997 no se emprendió la excavación previa a la restauración. En 2008 se terminó la tercera fase de la intervención en el castillo de Llordá, y sólo queda la cuarta, que afectará a la iglesia de San Sadurní de Llordá.

## Descripción

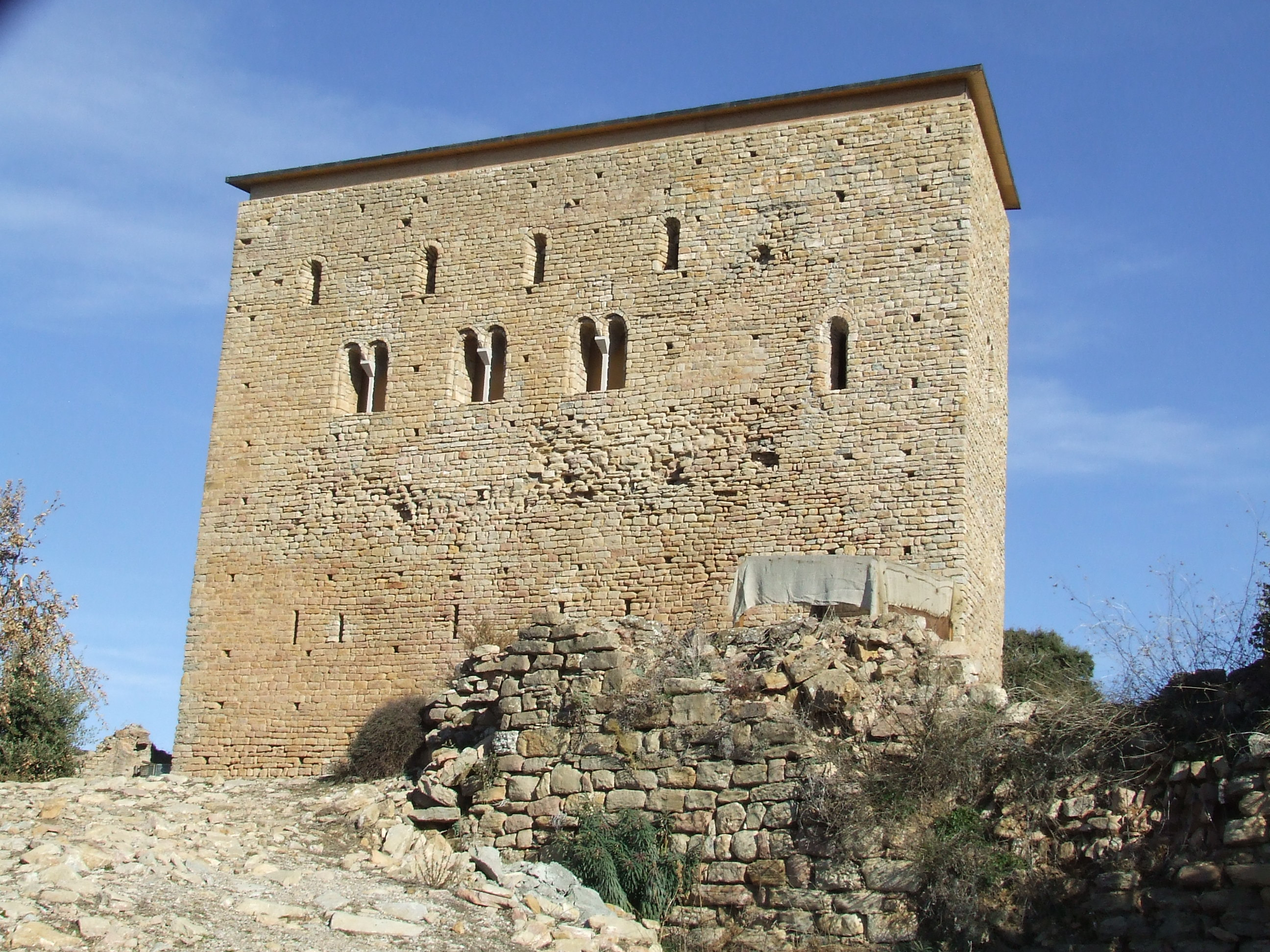
Antigua residencia señorial.

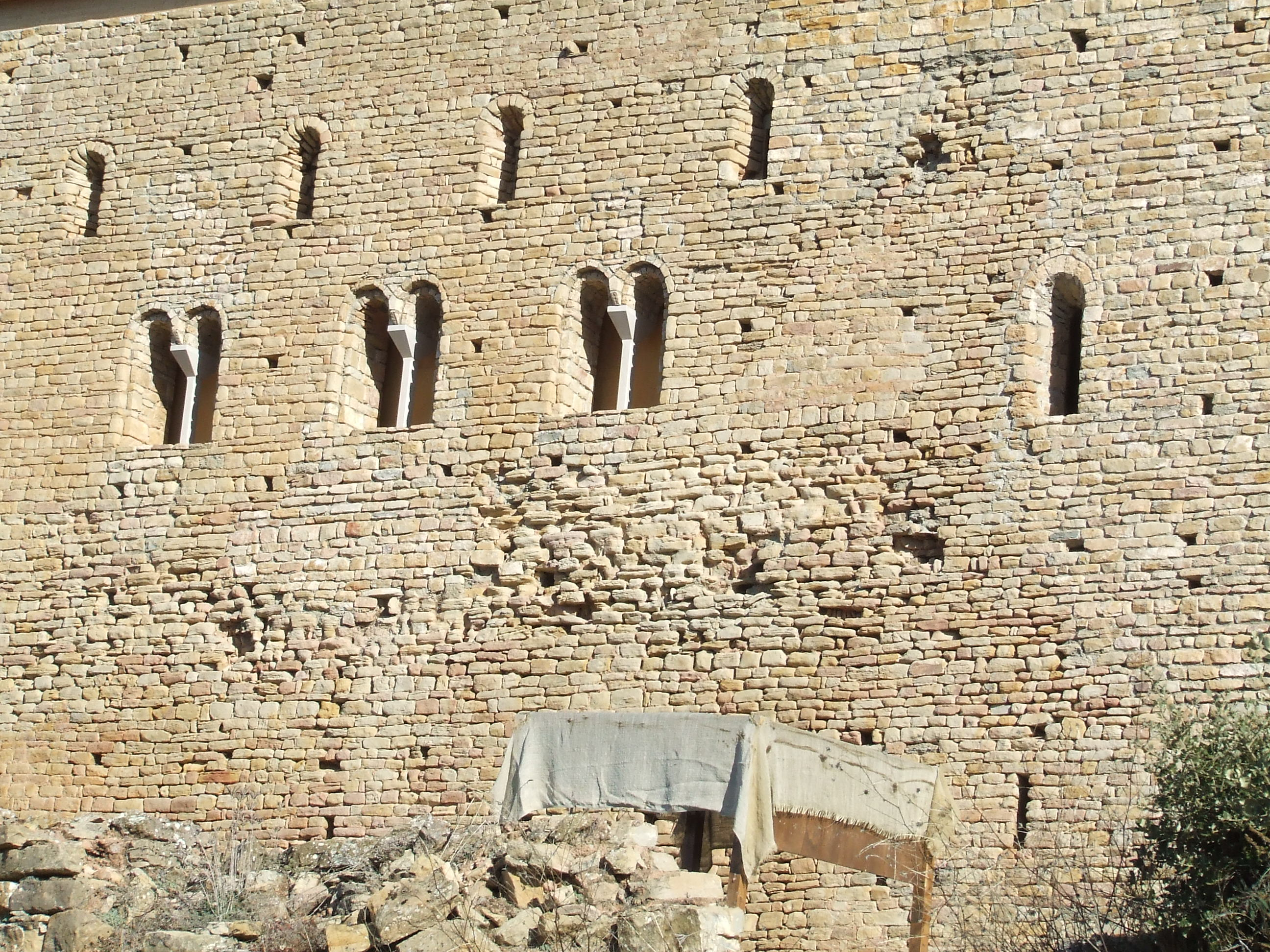
Detalle de las ventanas de la residencia señorial.

Es uno de los mejores ejemplos de arquitectura residencial de época alto medieval conservados en Cataluña y presenta elementos innovadores respecto a la tradicional arquitectura militar de frontera.
Constaba de tres recintos sucesivos, en lo alto del cual estaba el palacio señorial. El recinto externo no estaba completo, ya que a levante y a poniente hay fuertes pendientes, casi riscos, que lo hacen inexpugnable por estos dos lados. El lado norte no tiene defensas importantes ya que es una parte del recinto segundo y tercero. Sí, en cambio, el sur, que enlaza, aunque con una pendiente importante, con el pueblo de Llordá y, a través suyo, con la llanura de la Conca Dellà. Este primer recinto incluye la iglesia de San Sadurní, las dependencias de la antigua colegiata, y un amplio espacio que es donde debió estar el primer pueblo de Llordá-además de la guarnición militar del castillo-antes de que se trasladara a 168 metros más abajo, a su emplazamiento actual. La iglesia y una parte de la colegiata y del muro exterior es todo lo que queda de este recinto externo. 
Más arriba y al noreste, hay el doble recinto superior, que está cerrado por muros que recorren el risco a levante y poniente, y cierran el paso por la cresta al sur y al norte. Este recinto tiene una forma triangular, que es la forma marcada por el mismo espacio natural donde se yergue. Sólo accesible por el lado de poniente, donde debía haber el portal de acceso desde el recinto inferior. Se conserva buena parte de la torre que separaba los recintos primero y segundo, situada al noroeste del primero y en el suroeste del segundo.
La parte superior está ocupada por la antigua residencia señorial, que marca una separación con el recinto anterior, formando así el tercer recinto, y dejando un estrecho paso al lado noroeste para acceder. Es el edificio más espectacular, junto con la iglesia, y el mejor conservado, a pesar de que la destrucción también llegó a él. Con la reconstrucción reciente, han quedado limpios los montones de escombros que había, rehechas las cerraduras de paredes y techos caídos y consolidadas las partes que estaban de pie, de manera que actualmente forma un conjunto de gran belleza y valor histórico. Las visitas organizadas, además, permiten hacer un recorrido muy interesante. Se hacen entre los meses de julio y septiembre.
Este recinto superior presenta un edificio de carácter residencial, con tres salas superpuestas, y algunas dependencias más, entre las que destaca la cocina. La planta baja presenta tres naves paralelas, cubiertas con bóveda de cañón de bella factura, que debían contener dependencias auxiliares, como, por ejemplo, la bodega. El superior acogía la sala grande del castillo. Presenta tres ventanas geminadas (dos de ellos rehechas siguiendo el modelo de la que había quedado). Aún quedaba encima de éste un segundo piso que albergaba las cámaras de los principales habitantes del lugar, que se abren al exterior (sólo en el sur) a través de unas ventanas románicas de doble derrame.
El aparato es de finales del siglo XI, pero presenta opus spicatum en la parte interna de algunos muros.